# Tour Prince-de-Galles
La tour Prince-de-Galles est une tour Martello située dans le parc Point Pleasant (en) à Halifax en Nouvelle-Écosse (Canada). Elle a été construite entre 1796 et 1797, ce qui en fait la plus ancienne tour Martello  en Amérique du Nord. Elle est aussi la dernière tour Martello à subsister des cinq qui ont été construites à Halifax. Elle a été désignée lieu historique national du Canada en 1943 par la commission des lieux et des monuments historiques du Canada et classé édifice fédéral du patrimoine en 1996 par le bureau d'examen des édifices fédéraux du patrimoine.